# Museo postale e telegrafico della Mitteleuropa
Il Museo postale e telegrafico della Mitteleuropa si trova a Trieste, nel centro della città, nel Borgo Teresiano, a poca distanza dalla stazione ferroviaria di Trieste Centrale.

## Storia
Nel 1719 Trieste era il porto franco della Monarchia asburgica che negli anni successivi si sviluppò fino a diventare il porto più importante del mar Adriatico. Nel 1749 venne attivato un collegamento postale quotidiano tra Vienna e Trieste, con un sistema tariffario in funzione della distanza, e nel 1842 venne introdotta l'Amministrazione Imperiale postale e telegrafica. Nel 1850 Trieste, all'epoca inclusa nella Confederazione germanica, entrò a far parte dell'Unione postale austro-germanica della "Reale Mitteleuropa". Dal 1857, con il completamento delle Ferrovie dello Stato meridionali (Südliche Staatsbahn), il traffico merci aumentò tra il porto di Trieste e i centri industriali della monarchia danubiana in pieno sviluppo, così che in conseguenza l'Ufficio delle Poste e Telegrafi di Trieste divenne un centro internazionale per i collegamenti postali e telegrafici.
Dal 1890 al 1894 l'architetto Friedrich Setz costruì l'imponente Palazzo delle Poste di Trieste nel Borgo Teresiano, con un eclettico stile di neo-rinascimentale costruito edificio ed una superficie di 7.100 m², che include una sala centrale con tetto in vetro.
Nel 1995 nasce l'idea di costituire un museo postale e telegrafico con la partecipazione del Comune di Trieste, allo scopo di documentare e mettere a disposizione del pubblico la storia postale ed il relativo patrimonio della città, della regione e dei paesi vicini. Nel 1997 il museo è stato aperto ai visitatori al piano terra dell'Ufficio postale centrale di Trieste, riallestendo parte delle caratteristiche originali dell'antico ufficio postale. Dal 2001 il museo è entrato a far parte dei Civici Musei di storia e arte di Trieste.

## Il palazzo delle Poste
Dal 1997 il museo si trova al pianoterra dello storico palazzo delle Poste di Trieste, già sede dell'Imperial regia direzione delle poste e telegrafi dell'Impero Asburgico. L'edificio fu costruito negli anni 1890-1894 nel luogo precedentemente occupato dalla dogana, ed è stato inaugurato il 28 ottobre 1894. La piazza su cui si affaccia il palazzo si chiamava infatti in origine piazza della Dogana, per divenire poi piazza delle Poste e dal 1918 piazza Vittorio Veneto.
Il progetto si deve all'architetto austriaco Friedrich Setz, dipendente dell'Imperial regio ministero del commercio di Vienna, che vanta la progettazione di ben ventisei edifici delle poste, tra i quali quelli di Trento, Graz, Lubiana e Cracovia. Il palazzo ha conservato le sue originali caratteristiche, ed oltre al pregio architettonico esterno presenta all'interno delle belle scalinate monumentali, un vasto salone con copertura in vetro, arcate, balaustre a colonnine, dipinti e statue.

## Il contenuto
Il museo si propone di ricordare e di valorizzare la storia del servizio postale nell'area della Mitteleuropa. È stato aperto al pubblico nel 1997 ed è gestito in forma congiunta dalle Poste italiane e dal Comune di Trieste.
Accanto all'entrata si trova un piccolo pezzo della nave-laboratorio Elettra di Guglielmo Marconi, della quale altri pezzi sono presenti a Trieste: la prua è esposta all'AREA Science Park ed un altri pezzi si trovano al Museo del mare.
Nella sala espositiva si trovano oggetti inerenti alla storia della posta, della filatelia, della cartografia postale, della posta militare, della telegrafia, della radiotelegrafia e dell'architettura postale, sino ad arrivare ai primi telefonini della nostra epoca. Di particolare interesse la ricostruzione di un ufficio postale della fine milleottocento e quella di un ufficio postale militare da campo.

## Galleria d'immagini

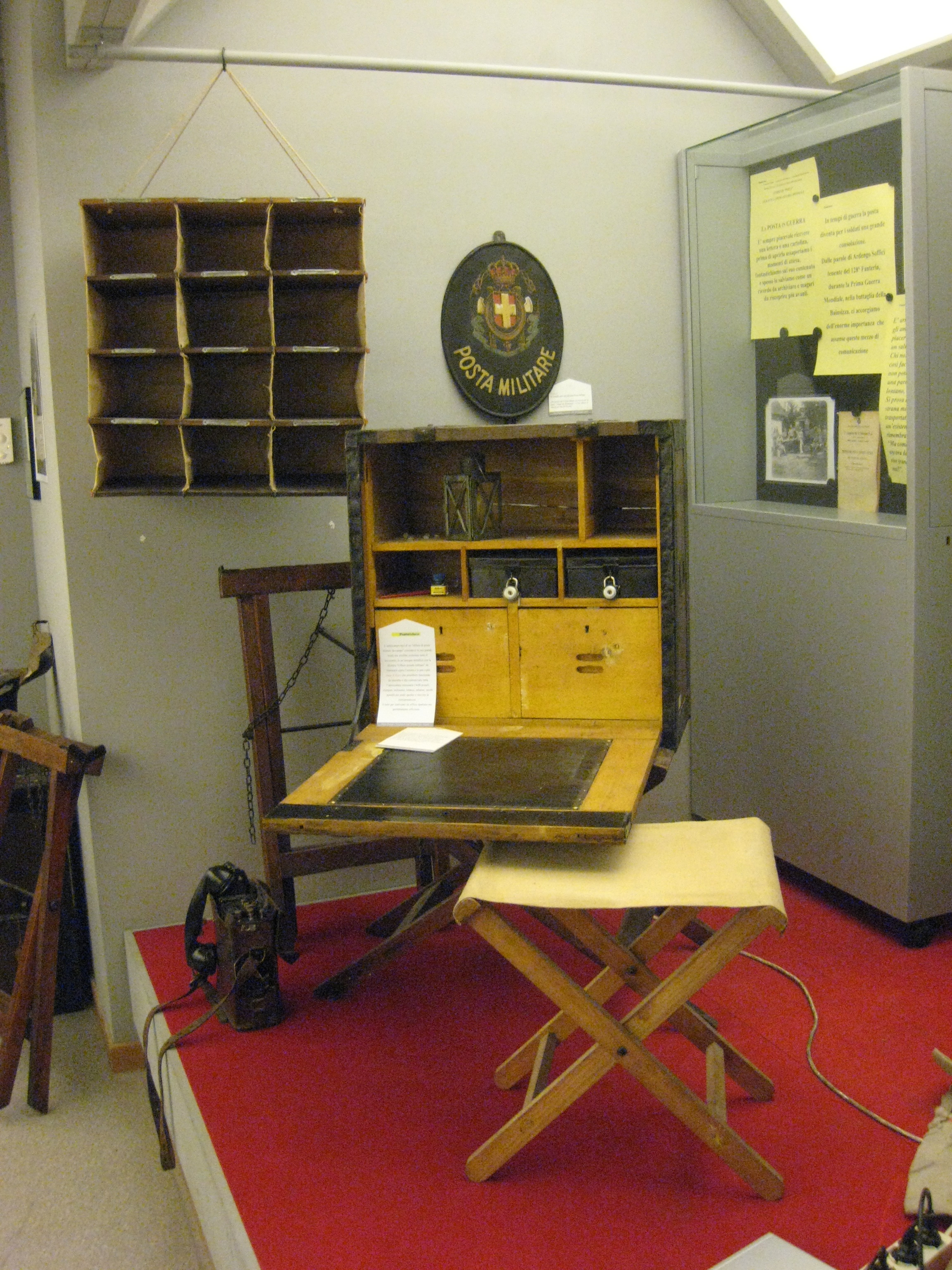
La ricostruzione dell’ufficio postale militare da campo
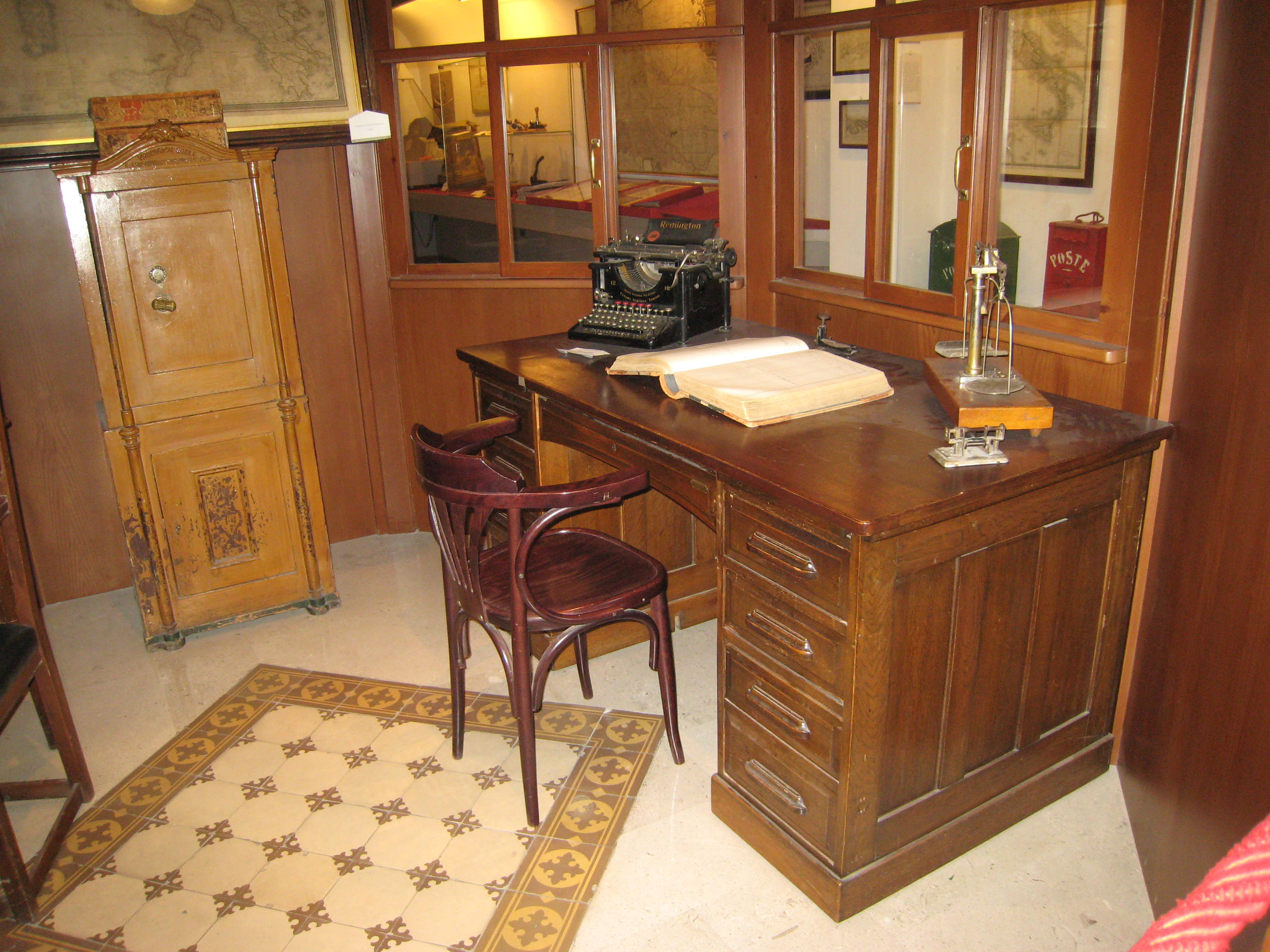
La ricostruzione dell’ufficio postale d’epoca (prima parte)
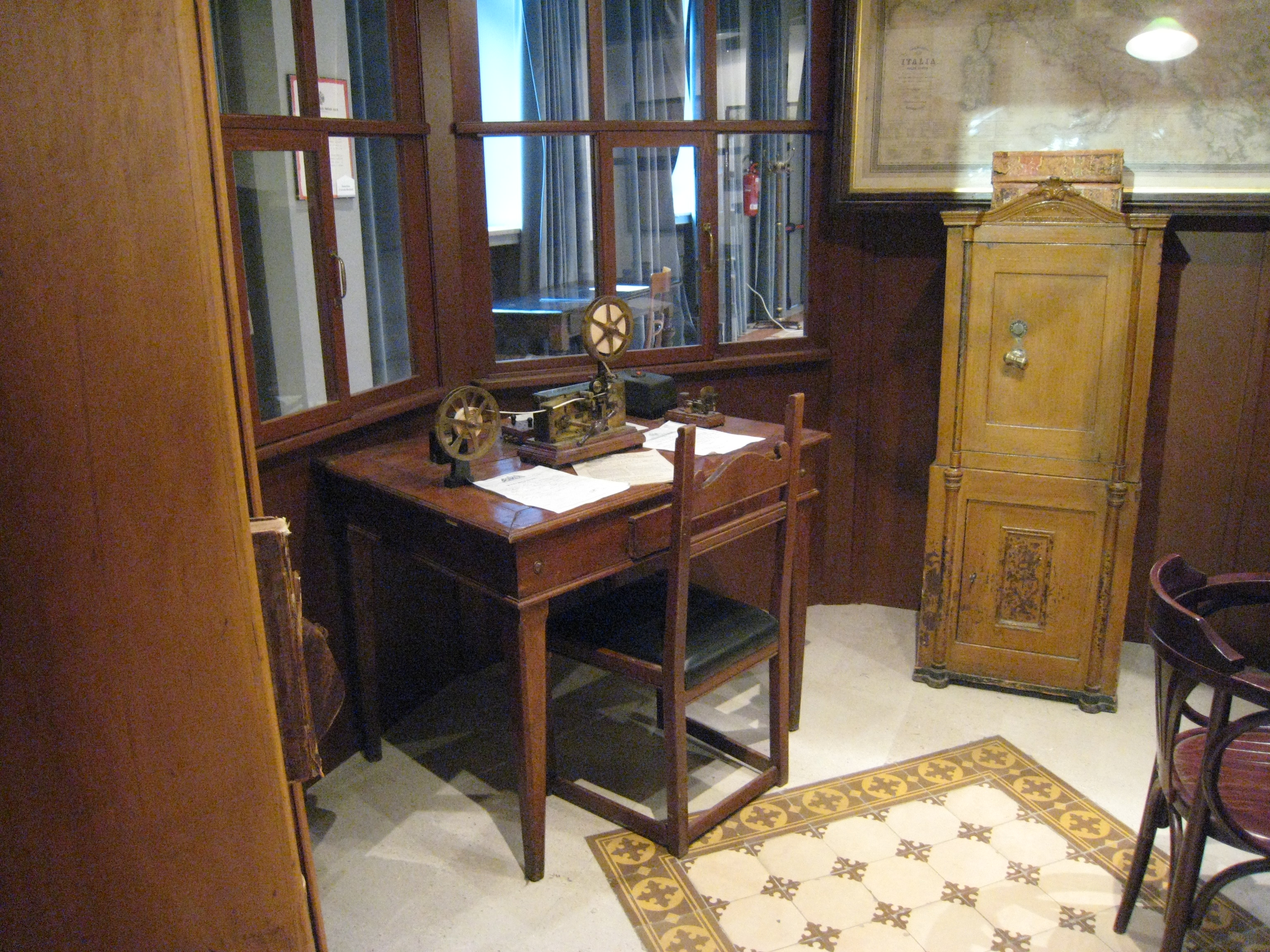
La ricostruzione dell’ufficio postale d’epoca (seconda parte)
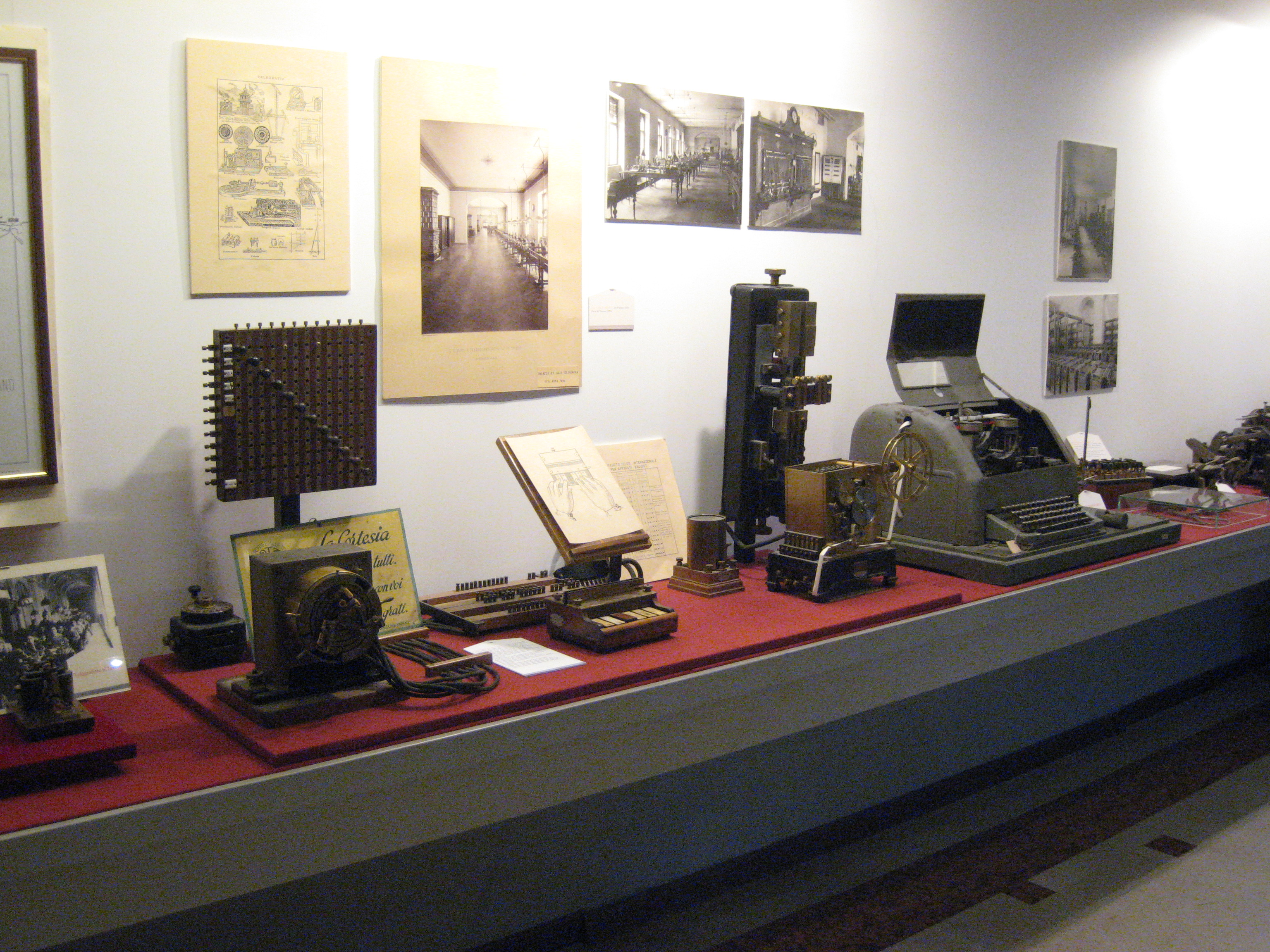
Varie apparecchiature storiche